# Charaxes rectans
Charaxes rectans är en fjärilsart som beskrevs av Rothschild 1903. Charaxes rectans ingår i släktet Charaxes och familjen praktfjärilar. Inga underarter finns listade i Catalogue of Life.